# Melodic.net
Melodic.net är en svensk musikwebbplats som recenserar och presenterar ny musik i flera olika genrer. Artiklarna på hemsidan skrivs av professionella journalister.
Sidan startades i april 1999 och ägs av grundaren Pär Winberg.